# Вайнер Аркадій Олександрович
Вáйнер Аркáдій Олексáндрович (рос. Вайнер Аркадий Александрович; *13 січня 1931, Москва — †24 квітня 2005, Москва) — радянський та російський письменник, сценарист та драматург.

## Життєпис
Брат та співавтор письменника та журналіста Г. А. Вайнера, разом з яким написані детективні романами: «Годинник для містера Келлі» (1967), «Навпомацки опівдні» (1968), «Ліки проти страху», «Гонки по вертикалі», «Візит до Мінотавра» (1972), «Ера милосердя» (1976), «Петля і камінь в зеленій траві», «Євангеліє від ката» і інші. За романом Аркадія і Георгія Вайнерів «Ера милосердя» був поставлений один з найпопулярніших радянських фільмів — «Місце зустрічі змінити не можна».